# Alessandro Borghese - 4 ristoranti
Alessandro Borghese - 4 ristoranti, anche noto semplicemente come 4 ristoranti, è un programma televisivo italiano di genere reality e culinario, in onda dal 2015 in prima serata su Sky Uno e come molti Sky Original replicato su TV8, condotto dallo chef Alessandro Borghese.

## Il programma
Il programma, basato sul format tedesco Mein Lokal, Dein Lokal in onda sul canale Kabel eins, vede sfidarsi quattro ristoratori proprietari di locali dotati di una caratteristica comune, ad esempio il tipo di cucina o la collocazione geografica, che valutano a vicenda tra di loro le proprie attività, sotto la supervisione di Alessandro Borghese. I parametri di valutazione sono quattro: location, servizio, menu e conto.
Ognuno dei ristoratori, a turno, ospita per un pasto presso il proprio locale Borghese e gli altri tre colleghi. Dopo ogni pasto, i ristoratori assegnano un voto. Nella prima edizione i voti con i quali si esprimevano le valutazioni erano compresi tra 0 e 5, dalla seconda edizione da 0 a 10.  Una volta visitati i quattro locali, vengono confrontati i voti. Anche Borghese esprime il proprio voto, ma non viene rivelato al confronto, che si va a sommare ai voti dei ristoratori e può "confermare o ribaltare il risultato finale". I punteggi finali vengono svelati solo dopo la proclamazione del vincitore, che ottiene un riconoscimento in denaro del valore di 5.000 euro da investire nella propria attività.
Nato come programma per la rete satellitare Sky Uno nel 2015 e rimasto esclusiva pay, lo show ha acquisito molta popolarità dall'anno successivo, con le continue e ripetute repliche sui canali in chiaro di Sky, specie su TV8 dove è stato trasmesso in ogni fascia oraria.

## Edizioni
| Edizione | Conduzione          | Puntate | Messa in onda    | Messa in onda    | Emittenti | Emittenti | Emittenti |
| Edizione | Conduzione          | Puntate | Inizio           | Fine             | Prima TV  | Repliche  | Repliche  |
| -------- | ------------------- | ------- | ---------------- | ---------------- | --------- | --------- | --------- |
| 1ª       | Alessandro Borghese | 6       | 4 marzo 2015     | 8 aprile 2015    | Sky Uno   | TV8       | Cielo     |
| 2ª       | Alessandro Borghese | 10      | 10 novembre 2015 | 2 febbraio 2016  | Sky Uno   | TV8       | Cielo     |
| 3ª       | Alessandro Borghese | 10      | 29 novembre 2016 | 31 gennaio 2017  | Sky Uno   | TV8       | Cielo     |
| 4ª       | Alessandro Borghese | 10      | 16 gennaio 2018  | 20 marzo 2018    | Sky Uno   | TV8       | Cielo     |
| 5ª       | Alessandro Borghese | 14      | 1º gennaio 2019  | 5 novembre 2019  | Sky Uno   | TV8       | Cielo     |
| 6ª       | Alessandro Borghese | 14      | 23 aprile 2020   | 29 dicembre 2020 | Sky Uno   | TV8       | Cielo     |
| 7ª       | Alessandro Borghese | 14      | 5 gennaio 2021   | 5 giugno 2022    | Sky Uno   | TV8       | TV8       |
| 8ª       | Alessandro Borghese | 14      | 12 giugno 2022   | 12 febbraio 2023 | Sky Uno   | TV8       | TV8       |
| 9ª       | Alessandro Borghese | 14      | 3 settembre 2023 | 11 febbraio 2024 | Sky Uno   | TV8       | TV8       |
| 10ª      | Alessandro Borghese | 12      | 22 dicembre 2024 |                  | Sky Uno   | TV8       | TV8       |

### Prima edizione (2015)
In questa edizione, i voti da assegnare alle categorie vanno da 0 a 5.
| Puntata | Location            | Tema                                                   | Prima visione  | Concorrenti                                                                      | Vincitore          | Titolare  |
| ------- | ------------------- | ------------------------------------------------------ | -------------- | -------------------------------------------------------------------------------- | ------------------ | --------- |
| 1       | Milano              | Miglior ristorante post-etnico di Milano               | 4 marzo 2015   | Bomaki, la Gnoccheria, Smøøshi, The Boidem                                       | Smøøshi            | Luca      |
| 2       | Romagna             | Miglior ristorante della Romagna                       | 11 marzo 2015  | La Saluma, La Brasserie, Kiosquito 46, La Mi Mama                                | Kiosquito46        | Nicoletta |
| 3       | Matera              | Miglior ristorante granitico di Matera                 | 18 marzo 2015  | '900 ristorante, Stano, Il Mare nei Sassi, L'Abbondanza Lucana                   | Stano              | Franco    |
| 4       | Puglia              | Miglior ristorante a conduzione familiare della Puglia | 25 marzo 2015  | Farmacia dei Sani, La Locanda del fu Giovanni, Torre di Angelucco, Anthony Marra | Farmacia dei Sani  | Fabio     |
| 5       | Roma                | Miglior ristorante stravagante di Roma                 | 1º aprile 2015 | Teatro Centrale, La Maisonnette, Ristoaereo, Romeow Cat Bistrot                  | Romeow Cat Bistrot | Valentina |
| 6       | Trentino-Alto Adige | Miglior ristorante in alta quota del Trentino          | 8 aprile 2015  | Rifugio Maranza, Malga Millegrobbe, Fienile Monte, La stua de Zach               | Rifugio Maranza    | Paolo     |

#### Ascolti
| Puntata | Messa in onda  | Telespettatori | Share |
| ------- | -------------- | -------------- | ----- |
| 1       | 4 marzo 2015   | 197 086        | N.D.  |
| 2       | 11 marzo 2015  | 188 293        | N.D.  |
| 3       | 18 marzo 2015  | 165 484        | N.D.  |
| 4       | 25 marzo 2015  | 239 808        | N.D.  |
| 5       | 1º aprile 2015 | 294 115        | N.D.  |
| 6       | 8 aprile 2015  | 315 838        | N.D.  |
| Media   | Media          | 233 437        | N.D.  |

### Seconda edizione (2015-2016)
A partire da questa edizione, i punti assegnati sono da 0 a 10 per ogni categoria. 
| Puntata | Location                    | Tema                                                       | Prima visione    | Concorrenti                                                                        | Vincitore                  | Titolare  |
| ------- | --------------------------- | ---------------------------------------------------------- | ---------------- | ---------------------------------------------------------------------------------- | -------------------------- | --------- |
| 1       | Promontorio dell'Argentario | Miglior ristorante con vista sull'Argentario               | 10 novembre 2015 | Gourmet Con Gusto, Le Plaisir du Vin, Tuscany Bay, Dal Greco                       | Gourmet Con Gusto          | Stefano   |
| 2       | Marche                      | Miglior ristorante delle Marche gestito da marito e moglie | 17 novembre 2015 | Il Gambero da Tato, La Croisette, Il Desco, Al Piccolo Teatro                      | La Croisette               | Ruggero   |
| 3       | Ferrara                     | Miglior ristorante di cucina sperimentale di Ferrara       | 24 novembre 2015 | La Regina di Cuori, Lemokò, Apelle, Fuocolento                                     | Apelle                     | Maura     |
| 4       | Riviera delle Palme         | Miglior ristorante al femminile della Riviera delle Palme  | 1º dicembre 2015 | Il Ritorno di Baianita, Sotto Sale, L’Osteria del Castel Gavone, MuMa              | MuMa                       | Francesca |
| 5       | Cuneo                       | Miglior ristorante carnivoro di Cuneo                      | 8 dicembre 2015  | Osteria dei colori, Osteria vecchio borgo, La Mucca pazza, Ristorantino L'Oca Nera | Ristorantino L'Oca Nera    | Federico  |
| 6       | Aosta                       | Miglior ristorante con cena di Natale della Valle d'Aosta  | 15 dicembre 2015 | Ristorante Giuliani, Lou Bequet, Lo Riondet, Signori di Avise                      | Signori di Avise           | Ismaele   |
| 7       | Milano                      | Miglior ristorante sano, buono ed ecosostenibile di Milano | 12 gennaio 2016  | Capra e cavoli, Shaolin state of harmony, Ghea, Bottega Ghiotta Gourmet            | Ghea                       | Roberto   |
| 8       | Napoli                      | Miglior pizzeria innovativa di Napoli                      | 19 gennaio 2016  | Fresco, Concettina ai Tre Santi, La Figlia del Presidente, Pizza Gourmet           | Pizza Gourmet              | Giuseppe  |
| 9       | Etruria                     | Miglior trattoria di confine                               | 26 gennaio 2016  | Da Gianfranco, Hosteria da Pantalla, Da Ciccio alla Capannaccia, Duca di Orvieto   | Da Ciccio alla Capannaccia | Ciccio    |
| 10      | Catania                     | Miglior ristorante under 30 di Catania                     | 2 febbraio 2016  | Buatta, Km0, Corte di Biscari, Officina del Gusto                                  | Km0                        | Marco     |

#### Ascolti
| Puntata | Messa in onda    | Telespettatori | Share |
| ------- | ---------------- | -------------- | ----- |
| 1       | 10 novembre 2015 | 314 882        | N.D.  |
| 2       | 17 novembre 2015 | 241 962        | N.D.  |
| 3       | 24 novembre 2015 | 335 000        | N.D.  |
| 4       | 1º dicembre 2015 | 340 013        | N.D.  |
| 5       | 8 dicembre 2015  | 366 977        | N.D.  |
| 6       | 15 dicembre 2015 | 511 815        | N.D.  |
| 7       | 12 gennaio 2016  | 423 830        | N.D.  |
| 8       | 19 gennaio 2016  | 526 487        | N.D.  |
| 9       | 26 gennaio 2016  | 363 539        | N.D.  |
| 10      | 2 febbraio 2016  | 488 808        | N.D.  |
| Media   | Media            | 391 331        | N.D.  |

### Terza edizione (2016-2017)
| Puntata | Location                 | Tema                                                             | Prima visione    | Concorrenti                                                                          | Vincitore                   | Titolare  |
| ------- | ------------------------ | ---------------------------------------------------------------- | ---------------- | ------------------------------------------------------------------------------------ | --------------------------- | --------- |
| 1       | Emilia                   | Miglior ristorante di pasta fresca della via Emilia              | 29 novembre 2016 | Osteria in Scandiano, Mentana 104, Antica osteria Vecchia Pirri, Marta in Cucina     | Osteria In Scandiano        | Andrea    |
| 2       | Lago di Garda            | Miglior ristorante di cucina di lago                             | 6 dicembre 2016  | Molin 22, Agriturismo Dalie e Fagioli, Osteria Tirabusù, Trattoria alle Rose         | Agriturismo Dalie e Fagioli | Antonella |
| 3       | Salento                  | Miglior masseria al femminile del Salento                        | 13 dicembre 2016 | Masseria Melcarne, Relais Masseria Capasa, Masseria Scagnito, Masseria Le Fabriche   | Masseria Scagnito           | Chiara    |
| 4       | Provincia di Trento      | Miglior ristorante con cenone di Natale più curioso del Trentino | 20 dicembre 2016 | Alla corte dei Toldi, Home Stube, Sissi Stube, Solarium Predaia                      | Corte Dei Toldi             | Andrea    |
| 5       | Londra                   | Miglior ristorante italiano del terzo millennio a Londra         | 27 dicembre 2016 | Il Macellaio, In Parma by food roots, Casa Sibilla, Gola                             | Il Macellaio                | Roberto   |
| 6       | Trieste                  | Miglior ristorante di frontiera di Trieste                       | 3 gennaio 2017   | C’era una Volta, Trattoria Antico Spazzacamino, Chimera di Bacco, Trattoria ai Fiori | Chimera Di Bacco            | Luca      |
| 7       | Milano                   | Miglior griglieria di carne di Milano                            | 10 gennaio 2017  | La griglia di Varrone, Muu house, Filetteria Italiana, San Telmo                     | San Telmo                   | Aixa      |
| 8       | Novara, Vercelli e Pavia | Miglior ristorante di riso del triangolo del riso                | 17 gennaio 2017  | Acquamatta, Tenuta Camillo, Il Bianco e l’Augusto, Trattoria Paolino                 | Trattoria Paolino           | Paolino   |
| 9       | Alta Valtellina          | Miglior ristorante di cucina di bosco della Valtellina           | 24 gennaio 2017  | Baita dei Pini, Enoteca Guanella, Agriturismo La Tresenda, Camino Restaurant         | Agriturismo La Tresenda     | Barbara   |
| 10      | Torino                   | Miglior trattoria urbana di Torino                               | 31 gennaio 2017  | Gaudenzio, L'orto già Salsamentario, Cenerentola pret-a-manger, Sorij Nouveau        | Gaudenzio                   | Stefano   |

#### Ascolti
| Puntata | Messa in onda    | Telespettatori | Share |
| ------- | ---------------- | -------------- | ----- |
| 1       | 29 novembre 2016 | 615 361        | N.D.  |
| 2       | 6 dicembre 2016  | 342 000        | 1,20% |
| 3       | 13 dicembre 2016 | N.D.           | N.D.  |
| 4       | 20 dicembre 2016 | N.D.           | N.D.  |
| 5       | 27 dicembre 2016 | 482 000        | 1,80% |
| 6       | 3 gennaio 2017   | N.D.           | N.D.  |
| 7       | 10 gennaio 2017  | N.D.           | N.D.  |
| 8       | 17 gennaio 2017  | 341 000        | 1,20% |
| 9       | 24 gennaio 2017  | 403 000        | 1,50% |
| 10      | 31 gennaio 2017  | 502 000        | 1,78% |
| Media   | Media            | 447 560        | 1,50% |

### Quarta edizione (2018)
A partire da quest’edizione vengono introdotti 5 punti bonus, assegnati alla fine delle sfide da Borghese a uno dei quattro ristoratori, per premiare l’utilizzo di un elemento caratteristico.
In chiaro la stagione è stata trasmessa su TV8 dal 30 marzo al 25 maggio 2018.
| Puntata | Location                      | Tema                                                     | Bonus               | Prima visione    | Concorrenti                                                                            | Vincitore                        | Titolare  |
| ------- | ----------------------------- | -------------------------------------------------------- | ------------------- | ---------------- | -------------------------------------------------------------------------------------- | -------------------------------- | --------- |
| 1       | Genova                        | Miglior ristorante dei caruggi genovesi                  | Pesto alla genovese | 16 gennaio 2018  | 20Tre, C’era una volta, Le cantine Squarciafico, Moa - Cashmere&Lobster                | C'era Una Volta                  | Francesca |
| 2       | Pescara e Costa dei Trabocchi | Miglior ristorante nel mare d'Abruzzo                    | Pesce fresco        | 23 gennaio 2018  | Lido Cortesito, Penelope a mare, Trabocco di San Giacomo, Trabocco Punta Rocciosa      | Penelope A Mare                  | Francesca |
| 3       | Bologna                       | Miglior osteria di Bologna                               | Ragù alla bolognese | 30 gennaio 2018  | Al Cambio 3.0, Trattoria da me, L’Osteria della Lanterna, L’Osteria al 15              | Trattoria Da Me                  | Elisa     |
| 4       | Langhe e Roero                | Miglior ristorante under 30 di Langhe e Roero            | Vitello tonnato     | 6 febbraio 2018  | Osteria Il Cortile, Ristorante Museum, Eremo della Gasprina, Osteria la Pimpinella     | Ristorante Museum                | Marta     |
| 5       | Monaco di Baviera             | Miglior ristorante di cucina italiana regionale a Monaco | Carbonara           | 13 febbraio 2018 | Locanda Busento, Bibilus, Trattoria Anema e Core, Vivadi Ottantanove                   | Trattoria Anema e Core           | Franco    |
| 6       | Friuli                        | Miglior ristorante con cantina del Friuli                | Vino                | 20 febbraio 2018 | La Tenuta di Blasig, Osteria della Ribolla, Agriturismo Alturis, Castello Formentini   | Agriturismo Alturis              | Marco     |
| 7       | Acqualagna                    | Miglior ristorante di tartufo di Acqualagna              | Carne con tartufo   | 27 febbraio 2018 | Osteria Braceria, Osteria da Doddo, L'Enosteria, La Gioconda                           | La Gioconda                      | Gabriele  |
| 8       | Bergamo                       | Miglior ristorante di cucina bergamasca contemporanea    | Polenta             | 6 marzo 2018     | Benigni Ambulatorio Gastronomico, La Tana, Osteria Tre Gobbi, Lalimentari              | Benigni Ambulatorio Gastronomico | Paolone   |
| 9       | Molise                        | Miglior ristorante di cucina autentica del Molise        | Caciocavallo        | 13 marzo 2018    | Agriturismo la Ginestra, Monticelli Saperi e Sapori, Osteria dei Pazzi, Casale Kolidur | Monticelli Saperi e Sapori       | Simona    |
| 10      | Milano                        | Miglior pizzeria gourmet di Milano                       | Impasto della pizza | 20 marzo 2018    | Lievità, La Pizza Biscottata Gourmet, Assaje, Garage Pizza & Co                        | Lievità                          | Giorgio   |

#### Ascolti
| Puntata | Messa in onda    | Telespettatori | Share |
| ------- | ---------------- | -------------- | ----- |
| 1       | 16 gennaio 2018  | 397 000        | 1,50% |
| 2       | 23 gennaio 2018  | 456 000        | 1,70% |
| 3       | 30 gennaio 2018  | 379 000        | 1,40% |
| 4       | 6 febbraio 2018  | 288 000        | 1,00% |
| 5       | 13 febbraio 2018 | 307 000        | 1,10% |
| 6       | 20 febbraio 2018 | 329 000        | 1,20% |
| 7       | 27 febbraio 2018 | 388 000        | 1,40% |
| 8       | 6 marzo 2018     | N.D.           | N.D.  |
| 9       | 13 marzo 2018    | N.D.           | N.D.  |
| 10      | 20 marzo 2018    | 383 000        | 1,40% |
| Media   | Media            | 365 880        | 1,34% |

### Quinta edizione (2019)
A partire dall'ottavo episodio di questa stagione è stata introdotta come premio un'assicurazione annuale per tutelare il ristorante vincitore da ogni imprevisto, che si va ad aggiungere al premio in denaro di 5000 €.
In chiaro la stagione è stata trasmessa su TV8 dal 24 febbraio 2019 al 28 febbraio 2020.
| Puntata | Location             | Tema                                                              | Bonus                   | Prima visione     | Concorrenti                                                                                      | Vincitore                      | Titolare   |
| ------- | -------------------- | ----------------------------------------------------------------- | ----------------------- | ----------------- | ------------------------------------------------------------------------------------------------ | ------------------------------ | ---------- |
| 1       | Milano               | Miglior cenone di Capodanno in un ristorante straniero            | Manzo                   | 1º gennaio 2019   | Veranda (Russia), Adulis (Eritreo), Maoji Street Food (Cina) e Monkey in the city (Cuba)         | Veranda                        | Lilia      |
| 2       | Delta del Po veneto  | Miglior ristorante di cucina di laguna del Delta del Po veneto    | Anguilla                | 8 gennaio 2019    | Palafitta, Ittiturismo In Marinetta, Osteria Arcadia, Canarin                                    | Osteria Arcadia                | Pamela     |
| 3       | Cagliari             | Miglior ristorante di nuova generazione di Cagliari               | Fregula                 | 15 gennaio 2019   | Josto, Osteria Kobuta, Niu Restaurant, Su Cumbidu                                                | Josto                          | Pierluigi  |
| 4       | Monferrato           | Miglior ristorante con menù degustazione del Monferrato           | Dolce                   | 22 gennaio 2019   | Il Ristoro, Cascina Faletta, GuBistrò, Materia Prima                                             | Cascina Faletta                | Lorenzo    |
| 5       | Castelli Romani      | Miglior osteria dei Castelli Romani                               | Cacio e pepe            | 29 gennaio 2019   | Hosteria La Fraschetta, Cantina Simonetti, Osteria di Corte, Fraschetta de Sora Ines             | Hosteria La Fraschetta         | Giorgia    |
| 6       | Riviera dei Fiori    | Miglior ristorante a conduzione familiare della Riviera dei Fiori | Brandacujun             | 5 febbraio 2019   | Da U Titti - Riccardo e Chiara, Ristorante Marco Polo, Casa & Bottega, Da Nicò                   | Da U Titti - Riccardo e Chiara | Chiara     |
| 7       | Provincia di Cremona | Miglior ristorante di cucina di campagna                          | Bollito misto           | 12 febbraio 2019  | Hostaria San Carlo, Molino San Giuseppe, Cascina Breda de Bugni, Trattoria il Gabbiano           | Cascina Breda de Bugni         | Milena     |
| 8       | Hong Kong            | Miglior ristorante italiano a Hong Kong                           | Raviolo                 | 24 settembre 2019 | Il Pirata, Dine Art Private Kitchen, The Italian Club, Segreto Exclusive Italian Private Kitchen | Dine Art Private Kitchen       | Alessandro |
| 9       | Gargano              | Miglior ristorante di pesce del Gargano                           | Grigliata di pesce      | 1º ottobre 2019   | Al Trabucco da Mimì, il Ristorante Eden, il Capriccio, il Camavitè                               | Al Trabucco Da Mimì            | Domenico   |
| 10      | Franciacorta         | Miglior ristorante con degustazione di bollicine                  | Risotto al Franciacorta | 8 ottobre 2019    | La Corte, Bella Iseo, Hostaria Uva Rara, Cadebasi Franciacorta                                   | Cadebasi Franciacorta          | Alessandro |
| 11      | Riviera di Ulisse    | Miglior ristorante gestito da marito e moglie                     | Alici                   | 15 ottobre 2019   | La Cocina di Popolla, Bistrot 23, La Tana degli Artisti, Ricciola Saracena                       | Ricciola Saracena              | Silvia     |
| 12      | Palermo              | Miglior ristorante street food della città                        | Pani câ meusa           | 22 ottobre 2019   | Friggitoria da Davide, Da Mimì, Roxy Street Food 1987, Dainotti's                                | Dainotti's                     | Arianna    |
| 13      | Isola d'Elba         | Miglior ristorante in una baia                                    | Cacciucco               | 29 ottobre 2019   | Emanuel Bistrot di mare, La Caravella, Il Golfo, Ristorante Le Viste                             | Ristorante Le Viste            | Pierluigi  |
| 14      | Firenze              | Miglior ristorante storico di Firenze                             | Fiorentina              | 5 novembre 2019   | Trattoria Mario, Trattoria Antico Fattore, Trattoria Zà Zà, Ristorante Natalino                  | Trattoria Mario                | Romeo      |

#### Ascolti
| Puntata | Messa in onda     | Telespettatori | Share |
| ------- | ----------------- | -------------- | ----- |
| 1       | 1º gennaio 2019   | N.D.           | N.D.  |
| 2       | 8 gennaio 2019    | 340 000        | 1,30% |
| 3       | 15 gennaio 2019   | N.D.           | N.D.  |
| 4       | 22 gennaio 2019   | 420 000        | 1,60% |
| 5       | 29 gennaio 2019   | N.D.           | N.D.  |
| 6       | 5 febbraio 2019   | N.D.           | N.D.  |
| 7       | 12 febbraio 2019  | N.D.           | N.D.  |
| 8       | 24 settembre 2019 | 253 000        | 1,00% |
| 9       | 1º ottobre 2019   | N.D.           | N.D.  |
| 10      | 8 ottobre 2019    | N.D.           | N.D.  |
| 11      | 15 ottobre 2019   | N.D.           | N.D.  |
| 12      | 22 ottobre 2019   | N.D.           | N.D.  |
| 13      | 29 ottobre 2019   | N.D.           | N.D.  |
| 14      | 5 novembre 2019   | N.D.           | N.D.  |
| Media   | Media             | 337 666        | 1,30% |

### Sesta edizione (2020)
A partire dall'undicesimo episodio di questa stagione si aggiunge la quinta categoria da votare, la "categoria special", e in più il vincitore, oltre ai 5000 €, si aggiudica un premio fisico: un furgone a propulsione elettrica per la sua attività.
In chiaro la stagione è stata trasmessa su TV8 dal 30 ottobre 2020 al 22 febbraio 2021.
| Puntata | Location                    | Tema                                                                            | Bonus                 | Prima visione    | Concorrenti                                                                                          | Vincitore                        | Titolare |
| ------- | --------------------------- | ------------------------------------------------------------------------------- | --------------------- | ---------------- | --- | -------------------------------- | -------- |
| 1       | Venezia                     | Miglior ristorante sui canali di Venezia                                        | Fegato alla veneziana | 23 aprile 2020   | Trattoria Povoledo, Zanze XVI, Riviera, Ogio                                                         | Zanze XVI                        | Nicola   |
| 2       | Valle d'Aosta               | Miglior ristorante in alta quota della Valle d'Aosta                            | Zuppa                 | 30 aprile 2020   | Ristorante Chiecco, Novez, Campo Base, La Grolla                                                     | Campo Base                       | Corinne  |
| 3       | Roma                        | Miglior home restaurant di Roma                                                 | Benvenuto             | 7 maggio 2020    | Michela & Paolo, Ban-Sue, Sandra Cooking Class, A Casa Di Fulvia                                     | Michela & Paolo                  | Michela  |
| 4       | Riviera del Conero          | Miglior ristorante vista mare della riviera del Conero                          | Lumache di mare       | 14 maggio 2020   | Ristorante Della Rosa, Bebo's, La Torre, Ristorante Dario                                            | Ristorante Dario                 | Barbara  |
| 5       | Arezzo                      | Miglior ristorante di cucina medioevale di Arezzo                               | Fegatelli             | 21 maggio 2020   | Ristorante La Lancia D'oro, Osteria Il Grottino, Il Ristorante di Mariano, Vineria Ciao "Dal Chiodo" | La Lancia D'oro                  | Maurizio |
| 6       | Val Badia                   | Miglior ristorante di cucina ladina della Val Badia                             | Canederli             | 28 maggio 2020   | Adlerkeller, Rifugio La Marmotta, Tló Plazores, Fana Ladina                                          | Rifugio La Marmotta              | Verena   |
| 7       | Milano                      | Miglior brunch di Milano                                                        | Uovo                  | 4 giugno 2020    | Tenoha Milano, Hygge, Piccolo Café & Restaurant, Crazy Cat Café                                      | Hygge                            | Matteo   |
| 8       | Carnia                      | Miglior ristorante di cucina carnica del Friuli Venezia Giulia                  | Zucca                 | 11 giugno 2020   | Osteria Al Cral, Antica Osteria Stella D'Oro, Edelweiss Stube, La Buteghe di Pierute                 | Antica Osteria Stella D'Oro      | Sara     |
| 9       | Cilento                     | Miglior ristorante con azienda agricola del Cilento                             | Antipasto misto       | 18 giugno 2020   | La Fattoria Del Cilento, La Sfruscià, Podere Rega, Zio Cristoforo                                    | Podere Rega                      | Tiziana  |
| 10      | Lunigiana                   | Miglior ristorante in un borgo della Lunigiana                                  | Sgabei                | 25 giugno 2020   | Trattoria Quinta Terra, Ristorante La Corte, Agriturismo Montagna Verde, Agriturismo Cà Vidè         | Agriturismo Montagna Verde       | Luca     |
| 11      | Milano                      | Miglior ristorante con delivery di Milano                                       | Packaging             | 8 dicembre 2020  | SlowSud, Il Liberty, Potafiori, Maison Milano                                                        | SlowSud                          | Umberto  |
| 12      | Ciociaria                   | Miglior ristorante per bikers della Ciociaria                                   | Abbacchio             | 15 dicembre 2020 | Biker Bistrot, Il Locandiere de Core e de Panza, La Taverna del Castello, Osteria Volsci             | Il Locandiere de Core e de Panza | Valerio  |
| 13      | Val di Chiana e Val d'Orcia | Miglior ristorante con vigneto della Val d'Orcia e della Val di Chiana          | Pici                  | 22 dicembre 2020 | Palazzo Bandino, Tenuta Fanti, Il Greppo, Podere Il Casale                                           | Il Greppo                        | Paolo    |
| 14      | Riviera romagnola           | Miglior ristorante gourmet di uno stabilimento balneare della Riviera romagnola | Cozze di Cervia       | 29 dicembre 2020 | Cala Zingaro, Ricci di Mare, Peperittima, Maré                                                       | Cala Zingaro                     | Andrea   |

#### Ascolti
| Puntata | Messa in onda    | Telespettatori | Share |
| ------- | ---------------- | -------------- | ----- |
| 1       | 23 aprile 2020   | 472 000        | 1,60% |
| 2       | 30 aprile 2020   | 395 791        | 1,32% |
| 3       | 7 maggio 2020    | 513 000        | 1,30% |
| 4       | 14 maggio 2020   | 490 000        | 1,10% |
| 5       | 21 maggio 2020   | 516 000        | 1,30% |
| 6       | 28 maggio 2020   | N.D.           | N.D.  |
| 7       | 4 giugno 2020    | 345 000        | 1,30% |
| 8       | 11 giugno 2020   | 296 000        | 1,20% |
| 9       | 18 giugno 2020   | 288 000        | 1,20% |
| 10      | 25 giugno 2020   | N.D.           | N.D.  |
| 11      | 8 dicembre 2020  | 200 000        | 0,70% |
| 12      | 15 dicembre 2020 | 222 000        | 0,80% |
| 13      | 22 dicembre 2020 | N.D.           | N.D.  |
| 14      | 29 dicembre 2020 | N.D.           | N.D.  |
| Media   | Media            | 373 779        | 1,18% |

### Settima edizione (2021-2022)
Da questa edizione, come accade a 4 hotel, per scoprire il ristorante vincitore, ogni concorrente deve aspettare davanti all’ingresso del proprio ristorante e non raggiungere più Borghese davanti al ristorante del vincitore insieme agli altri concorrenti in un van.
| Puntata | Location                  | Tema                                                        | Categoria Special       | Prima visione    | Concorrenti | Vincitore                        | Titolare    |
| ------- | ------------------------- | ----------------------------------------------------------- | ----------------------- | ---------------- | --- | -------------------------------- | ----------- |
| 1       | Basilicata - Via Herculea | Miglior ristorante di cucina autentica della Basilicata     | Salsiccia Lucanica      | 5 gennaio 2021   | Taverna Oraziana, Le follie dello Chef, Ristorante Pizzeria D'Avalos, Agriturismo Il Riccio                                                                           | Ristorante Pizzeria D'Avalos     | Antonio     |
| 2       | Bari                      | Miglior ristorante di crudo di Bari                         | Tagliatelle di mare     | 12 gennaio 2021  | Tabula Rasa, Asuddiest, L'Incanto, Biancofiore | L'Incanto                        | Tina        |
| 3       | Parma e provincia         | Miglior ristorante-bottega di Parma e provincia             | Anolini                 | 19 gennaio 2021  | Xalumeria 3 Portici, Osteria Golosia, Ristorante Alfione, Trattoria Scarica                                                                                           | Ristorante Alfione               | Elio        |
| 4       | Milano                    | Miglior ristorante di cucina regionale di Milano            | Polpette                | 26 gennaio 2021  | Tascaro (Porta Venezia), Napoli 1820 (Navigli), Frades Porto Cervo (Duomo), Ristorante Rifugio (Bullona)                                                              | Tascaro                          | Sandra      |
| 5       | Trentino                  | Miglior ristorante eco-green del Trentino                   | Salmerino               | 5 dicembre 2021  | La Casina (Drena), Berry House (Vigolo Vattaro), La Cantinetta (Varena), Pineta Caldonazzo (Caldonazzo)                                                               | La Casina                        | Giada       |
| 6       | Astigiano                 | Miglior ristorante in un bricco dell'Astigiano              | Ravioli del Plin        | 12 dicembre 2021 | La Signora in Rosso (Nizza Monferrato), Premiata Osteria dei Fiori (Cortiglione), Le Tère Rüse (Mombaruzzo), Enoteca Gastronomica "Civico 15" (Canelli)               | Enoteca Gastronomica "Civico 15" | Manuela     |
| 7       | Siena                     | Miglior ristorante di Selvaggina di Siena                   | Selvaggina              | 19 dicembre 2021 | La Taverna del Capitano, Particolare di Siena, Trattoria Pizzeria La Colonna, Osteria Le Sorelline                                                                    | La Taverna del Capitano          | Niccolò     |
| 8       | Pantelleria               | Miglior ristorante di cucina Pantesca                       | Cuscus pantesco         | 26 dicembre 2021 | Altamarea (Scauri), La Conchiglia (Khamma), Rifugio Firiçiakki (Pantelleria), Trattoria Runcune (Pantelleria)                                                         | Trattoria Runcune                | Eva         |
| 9       | Valpolicella              | Miglior ristorante in una dimora storica della Valpolicella | Brasato all'Amarone     | 2 gennaio 2022   | Ristorante Le Cedrare (Illasi), Ristorante Enoteca Bacco d'Oro (Mezzane di Sotto), Groto de Corgnan (Sant'Ambrogio di Valpolicella), Posta Vecia (Colognola ai Colli) | Ristorante Le Cedrare            | Marcantonio |
| 10      | Barbagia                  | Miglior ristorante delle vie dei pastori della Barbagia     | Pane fratau             | 9 gennaio 2022   | Ristorante Sant'Elene (Dorgali), Abbamele Osteria (Mamoiada), Agriturismo Canales (Dorgali), Agriturismo Su Pinnettu (Olzai)                                          | Abbamele Osteria                 | Mauro       |
| 11      | Torino                    | Miglior ristopub di Torino                                  | Irish stew              | 15 maggio 2022   | Six Nations – Murphy’s Pub, The Overbridge Pub, Connery Pub, The Shamrock Inn                                                                                         | Six Nations – Murphy’s Pub       | Massimo     |
| 12      | Alghero                   | Miglior ristorante di cucina sardo-catalana                 | Paella algherese        | 22 maggio 2022   | Frontemare Beach Restaurant, Musciora Alguer Restaurant, Nautilis, Movida                                                                                             | Musciora Alguer Restaurant       | Danilo      |
| 13      | Grado                     | Miglior ristorante di cucina lagunare                       | Boreto alla gradese     | 29 maggio 2022   | Al Pontil De’ Tripoli, Trattoria Ai Ciodi, Ristorante Alla Diga, Alla Vecchia Marina                                                                                  | Trattoria Ai Ciodi               | Cristiano   |
| 14      | Termoli                   | Miglior ristorante sulla costa del Molise                   | Polipetti in purgatorio | 5 giugno 2022    | La Dimora del Gusto, Trattoria Nonna Maria, Ristorante Cian dal 1976, Oyster Fish                                                                                     | Ristorante Cian dal 1976         | Miriana     |

#### Ascolti
| Puntata | Messa in onda    | Telespettatori | Share |
| ------- | ---------------- | -------------- | ----- |
| 1       | 5 gennaio 2021   | N.D.           | N.D.  |
| 2       | 12 gennaio 2021  | 302 000        | 1,10% |
| 3       | 19 gennaio 2021  | 258 000        | 0,90% |
| 4       | 26 gennaio 2021  | N.D.           | N.D.  |
| 5       | 5 dicembre 2021  | N.D.           | N.D.  |
| 6       | 12 dicembre 2021 | 113 000        | 0,49% |
| 7       | 19 dicembre 2021 | 136 000        | 0,60% |
| 8       | 26 dicembre 2021 | N.D.           | N.D.  |
| 9       | 2 gennaio 2022   | N.D.           | N.D.  |
| 10      | 9 gennaio 2022   | 121 000        | 0,50% |
| 11      | 15 maggio 2022   | 105 000        | 0,50% |
| 12      | 22 maggio 2022   | N.D.           | N.D.  |
| 13      | 29 maggio 2022   | N.D.           | N.D.  |
| 14      | 5 giugno 2022    | N.D.           | N.D.  |
| Media   | Media            | 172 500        | 0,68% |

### Ottava edizione (2022-2023)
| Puntata | Location        | Tema                                                         | Categoria Special            | Prima visione    | Concorrenti                                                                                 | Vincitore                     | Titolare   |
| ------- | --------------- | ------------------------------------------------------------ | ---------------------------- | ---------------- | ------------------------------------------------------------------------------------------- | ----------------------------- | ---------- |
| 1       | Verona          | Miglior ristorante romantico di Verona                       | Dolce con cioccolato         | 12 giugno 2022   | Ponte Pietra, Antica Amelia Bistrot, Osteria Il Bertoldo, Benda                             | Antica Amelia Bistrot         | Micol      |
| 2       | Gubbio          | Miglior ristorante di cucina eugubina                        | Friccò                       | 19 giugno 2022   | La Locanda del Duca, Ristorante La Cia, Agriturismo Casella del Piano, Tenuta Conte Fabiani | Agriturismo Casella del Piano | Silvia     |
| 3       | Milano          | Miglior ristorante di pesce di Milano                        | Frittura di pesce            | 26 giugno 2022   | El Pecà, Ristorante Da Giulia, T4 Bistrot Exprerience, Shannara 2                           | Ristorante Da Giulia          | Giulia     |
| 4       | Fuerteventura   | Miglior ristorante italiano di Fuerteventura                 | Piatto con Queso Majorero    | 27 novembre 2022 | Mi Casa, Mar.ni, Pasqualina Bistrot, Locanda il Gatto Rosso                                 | Locanda il Gatto Rosso        | Giovanni   |
| 5       | Livorno         | Miglior ristorante del quartiere Venezia di Livorno          | Cacciucco                    | 4 dicembre 2022  | Stuzzicheria di mare in Venezia, Mediterraneo, Dietro l'angolo, Elaboratorio Culinario      | Mediterraneo                  | Camilla    |
| 6       | Colli Bolognesi | Miglior ristorante per una fuga sui Colli Bolognesi          | Tortellone                   | 11 dicembre 2022 | Antica Hostaria della Rocca di Badolo, Agriturismo Cà Lunati, Cà Shin, Tramvia              | Agriturismo Cà Lunati         | Margherita |
| 7       | Edimburgo       | Miglior ristorante italiano a Edimburgo                      | Tiramisù                     | 18 dicembre 2022 | Giuliano's Restaurant, Terra Marique, Locanda De Gusti, Frizzante Proseccheria              | Locanda De Gusti              | Rosario    |
| 8       | Napoli          | Miglior ristorante sul lungomare di Napoli                   | Spaghetto alle vongole       | 1º gennaio 2023  | Nonna Tittina, Ostaria Pignatelli, La Piazzetta, Osteria del mare Pesce & Champagne         | Ostaria Pignatelli            | Giulio     |
| 9       | Cinque Terre    | Miglior ristorante nel Parco nazionale delle Cinque Terre    | Piatto con acciughe          | 8 gennaio 2023   | Luca, Rio Bistrot, Da Ely, Il Casello                                                       | Luca                          | Luca       |
| 10      | Udine           | Miglior ristorante in una dimora storica di Udine e dintorni | Cjarsons                     | 15 gennaio 2023  | Casa della Contadinanza, Ristorante Al Zuc, Trattoria Al Paradiso, Ristorante San Michele   | Ristorante San Michele        | Giuseppe   |
| 11      | Siracusa        | Miglior ristorante tra innovazione e tradizione di Ortigia   | Caponata                     | 22 gennaio 2023  | Alevante Restaurant, Macallè Sicilian Bistrot, La Tavernetta da Piero, Locanda Maniace      | Locanda Maniace               | Mirko      |
| 12      | Lecce           | Miglior ristorante nel centro storico di Lecce               | Macco di fave con la cicoria | 29 gennaio 2023  | Semiserio, La Sapore, Dall'Antiquario, Animaterrae                                          | Dall'Antiquario               | Antonella  |
| 13      | Roma            | Miglior ristorante del Pigneto                               | Amatriciana                  | 5 febbraio 2023  | La Santeria di Mare, Scomodo Food & Music, Bosco – Officine del Tartufo, Dar Parucca        | Dar Parucca                   | Luca       |
| 14      | Milano          | Miglior trattoria di Milano                                  | Ossobuco                     | 12 febbraio 2023 | Antica trattoria Monlué, Trattoria la Pesa dal 1902, Il Santo Bevitore, Al Cantinone        | Trattoria la Pesa dal 1902    | Fabio      |

### Nona edizione (2023-2024)
A differenza delle passate edizioni, solo il piatto special viene provato da tutti i commensali. Il ristorante vincitore di puntata si aggiudica, oltre ai 5000 € e ad una assicurazione per un anno come le ultime edizioni, un allarme h24, una macchina sottovuoto, due cantinette per vini, una lavastoviglie e attrezzature initial.
| Puntata | Location           | Tema                                              | Categoria Special                                      | Prima visione     | Concorrenti                                                                                    | Vincitore              | Titolare  |
| ------- | ------------------ | ------------------------------------------------- | ------------------------------------------------------ | ----------------- | ---------------------------------------------------------------------------------------------- | ---------------------- | --------- |
| 1       | Bassano del Grappa | Miglior ristorante storico di Bassano del Grappa  | Asparago alla bassanese                                | 3 settembre 2023  | Danieli, Ristorante Al Ponte, Osteria Terraglio, Birraria Ottone                               | Birraria Ottone        | Giorgia   |
| 2       | Umbria             | Miglior ristorante sulla via dell'olio umbra      | Olio con pane                                          | 10 settembre 2023 | TrattOliva, Osteria Divin Porcello, Fattoria del Quondam Cello, Hosteria il Grottino           | Osteria Divin Porcello | Elisa     |
| 3       | Vibo Valentia      | Miglior ristorante lungo la costa degli Dei       | Cipolla di Tropea in un piatto che ne esalta il sapore | 17 settembre 2023 | 3 Nodi, REfresh, Piccolo BBB ("Bistrot Bar Beach"), Sunset Beach Club                          | Sunset Beach Club      | Giuseppe  |
| 4       | Ascoli Piceno      | Miglior ristorante moderno di Ascoli Piceno       | Fritto misto all'ascolana                              | 24 settembre 2023 | Figli Di, Zeneat, Chisc Restaurant & Cocktail Bar, Cusiné Royal 2.0                            | Zeneat                 | Eleonora  |
| 5       | Irpinia            | Miglior ristorante di cucina irpina               | Maccaronara                                            | 1º ottobre 2023   | Cacciafumo, Palazzo Vittoli, Anima - La nuova Osteria, Pater Familias                          | Pater Familias         | Francesco |
| 6       | Costa Azzurra      | Miglior ristorante italiano sulla Costa Azzurra   | Pasta allo scoglio                                     | 17 dicembre 2023  | Villa Marina Salvatore, Da Tina 33, Chez Vincent – Le Bord de Mer, Diva Restaurant             | Villa Marina Salvatore | Salvatore |
| 7       | Oltrepò Pavese     | Miglior ristorante dell'Oltrepò Pavese            | Risotto con pasta di salame e Bonarda                  | 24 dicembre 2023  | Ristorante Vino dei Frati, All'AvamPOsto sul Grande Fiume, Agriturismo Boccapane, Cà del Monte | Cà del Monte           | Anna      |
| 8       | Lisbona            | Miglior ristorante italiano nel centro di Lisbona | Baccalà                                                | 31 dicembre 2023  | Makkà Restaurant, Davvero, La Pasta Fresca, Parao73                                            | Davvero                | Isaac     |
| 9       | Ravenna            | Miglior ristorante nel centro storico di Ravenna  | Cappelletti al ragù                                    | 7 gennaio 2024    | Antica Bottega di Felice, Trattoria Al Cerchio, Corte Cabiria, Ristorante Al Cairoli           | Trattoria Al Cerchio   | Letizia   |
| 10      | Sardegna           | Miglior ristorante della costa dell'Ogliastra     | Culurgiones                                            | 14 gennaio 2024   | Sa Cadrea, Ristorante Abba 'E Murta, Al Porticciolo, Incontro di Vino di Carpe Diem            | Sa Cadrea              | Emanuela  |
| 11      | Gorizia            | Miglior ristorante di Gorizia e suoi confini      | Gulasch                                                | 21 gennaio 2024   | Hosteria con cucina la Kantinetta, Trattoria Al Piròn, Rosenbar, Atmosfere la Stüa             | Atmosfere la Stüa      | Stefano   |
| 12      | Lucca              | Miglior osteria di Lucca                          | Zuppa frantoiana                                       | 28 gennaio 2024   | Stella Polare, Antica Osteria Già dal 1650, Osteria La Dritta, Osteria La Corte Dei Limoni     | Osteria La Dritta      | Chiara    |
| 13      | Monza              | Miglior ristorante chic di Monza                  | Risotto alla monzese                                   | 4 febbraio 2024   | Mamíe, Seta, La Cantina Della Monaca, Orso Bruno                                               | Orso Bruno             | Matteo    |
| 14      | Mantova            | Miglior ristorante contemporaneo di Mantova       | Tortelli di zucca conditi con burro e salvia           | 11 febbraio 2024  | Materiaprima, Rigoletto, Giallozucca, Osteria al Gallo                                         | Materiaprima           | Giuseppe  |

### Decima edizione (2024-2025)
Come nella passata edizione, solo il piatto special viene provato da tutti i commensali. Il ristorante vincitore di puntata si aggiudica una assicurazione per un anno come nelle ultime edizioni, un buono per l'acquisto di software Zucchetti, un armadio frigo, una fornitura di prodotti Sanitec, un fabbricatore di ghiaccio, una cucina quattro fuochi.
| Puntata | Location      | Tema                                                              | Categoria Special                          | Prima visione    | Concorrenti | Vincitore            | Titolare  |
| ------- | ------------- | ----------------------------------------------------------------- | ------------------------------------------ | ---------------- | --- | -------------------- | --------- |
| 1       | Italia        | Miglior pizzeria contemporanea d'Italia                           | Pizza Margherita                           | 22 dicembre 2024 | Palazzo Petrucci (Napoli), Cambia-Menti (Caserta), Impastatori Pompetti (Roseto degli Abruzzi), La Cascina dei Sapori (Rezzato) | Cambia-Menti         | Ciccio    |
| 2       | Lampedusa     | Miglior ristorante di Lampedusa                                   | Pasta con sugo di triglia alla lampedusana | 29 dicembre 2024 | U' Calacciuni, Le Mille E Una Notte, Il Balenottero, Portu 'Ntoni                                                               | Le Mille E Una Notte | Rossella  |
| 3       | Carrara       | Miglior ristorante tipico di Carrara                              | Muscoli ripieni alla carrarina             | 5 gennaio 2025   | Osteria Al Fienile, Locanda Patrizia, Trattoria Pizzeria Ometto, Ristorante Capannina Ciccio                                    | Locanda Patrizia     | Francesca |
| 4       | Canavese      | Miglior ristorante del Canavese                                   | Zabaione al passito di Caluso              | 12 gennaio 2025  | Balmetto Mercando, La Scarpetta, Ristorante La Rocca di Sparone, Ristorante Berta                                               | Balmetto Mercando    | Gianluca  |
| 5       | Senigallia    | Miglior ristorante del lungomare di Senigallia                    | Grigliata di pesce dell'Adriatico          | 19 gennaio 2025  | Bruna Bistrò, La Tartana, Il Mare in Terrazza, Tajamare Osteria di Mare                                                         | Bruna Bistrò         | Arianna   |
| 6       | Viterbo       | Miglior osteria dentro le mura di Viterbo                         | Zuppa di ceci e castagne                   | 26 gennaio 2025  | Osteria Moderna, Il Labirinto, Ristorante Tre Re, Hosteria Dal Sor Bruno                                                        | Il Labirinto         | Valentina |
| 7       | Trani         | Miglior ristorante del centro storico di Trani                    | Orecchiette                                | 2 febbraio 2025  | Babalù, Terradimare, Pelledoca, Memento Ristorante                                                                              | Terradimare          | Deborah   |
| 8       | Treviso       | Miglior ristorante under 40 di Treviso                            | Risotto al radicchio rosso di Treviso      | 9 febbraio 2025  | Antica Torre, Al Bassanello, Porta San Tomaso, Bastian Osteria                                                                  | Antica Torre         | Tommaso   |
| 9       | Lago di Garda | Miglior ristorante sulla riva trentina del Garda                  | Strangolapreti                             | 16 febbraio 2025 | La Còrt - Cucina & Vino, Osteria La Contrada, Osteria Il Gallo, Molo Paradiso                                                   | Molo Paradiso        | Albina    |
| 10      | Cremona       | Miglior ristorante di cucina contemporanea di Cremona e provincia | Risotto con la zucca                       | 23 febbraio 2025 | Juliette Lounge Restaurant, L'Oste, Il Remolino, Il Violino                                                                     | L'Oste               | Maria     |
| 11      | Roma          | Miglior osteria verace di Roma Est                                | Filetto di baccalà alla romana             | 15 maggio 2025   | Hostaria 100Celle, Osteria degli Stolti, L'Amicone - Cucina di Quartiere, La Certosa                                            | Hostaria 100Celle    | Marcello  |
| 12      | Italia        | Miglior ristorante con laboratorio di pasta fresca d'Italia       | Lasagne                                    | 22 maggio 2025   | Fratelli Bruzzone (Torino), Vêgia Òstàia Da-o Pöulu (Genova), Ristorante Cesarina (Bologna), U' Vulesce (Cerignola)             | U' Vulesce           | Rosario   |

## Ascolti
| Edizione | Rete televisiva | Anno      | Stagione          | Programmazione | Programmazione | Programmazione | Programmazione | Programmazione | Programmazione | Programmazione | Telespettatori | Share |
| Edizione | Rete televisiva | Anno      | Stagione          | L              | M              | M              | G              | V              | S              | D              | Telespettatori | Share |
| -------- | --------------- | --------- | ----------------- | -------------- | -------------- | -------------- | -------------- | -------------- | -------------- | -------------- | -------------- | ----- |
| 1ª       | Sky Uno         | 2015      | primavera         |                |                |                |                |                |                |                | 233 437        | N.D.  |
| 2ª       | Sky Uno         | 2015-2016 | autunno-inverno   |                |                |                |                |                |                |                | 391 331        | N.D.  |
| 3ª       | Sky Uno         | 2016-2017 | autunno-inverno   |                |                |                |                |                |                |                | 447 560        | 1,50% |
| 4ª       | Sky Uno         | 2018      | inverno           |                |                |                |                |                |                |                | 365 880        | 1,34% |
| 5ª       | Sky Uno         | 2019      | inverno-autunno   |                |                |                |                |                |                |                | 337 666        | 1,30% |
| 6ª       | Sky Uno         | 2020      | primavera-inverno |                |                |                |                |                |                |                | 373 779        | 1,18% |
| 7ª       | Sky Uno         | 2021-2022 | inverno-primavera |                |                |                |                |                |                |                | 172 500        | 0,68% |
| 8ª       | Sky Uno         | 2022-2023 | primavera-inverno |                |                |                |                |                |                |                | N.D.           | N.D.  |
| 9ª       | Sky Uno         | 2023-2024 | estate-inverno    |                |                |                |                |                |                |                | N.D.           | N.D.  |
| 10ª      | Sky Uno         | 2024-2025 | inverno           |                |                |                |                |                |                |                | N.D.           | N.D.  |

## Spin-off e speciali

### Alessandro Borghese - 4 Ristoranti Estate

#### Riepilogo edizioni
| Stagione | Conduzione          | Episodi | Messa in onda  | Messa in onda  | Emittenti | Emittenti | Emittenti |
| Stagione | Conduzione          | Episodi | Inizio         | Fine           | Prima TV  | Repliche  | Repliche  |
| -------- | ------------------- | ------- | -------------- | -------------- | --------- | --------- | --------- |
| 1        | Alessandro Borghese | 8       | 1º giugno 2017 | 20 luglio 2017 | Sky Uno   | TV8       | Cielo     |
| 2        | Alessandro Borghese | 6       | 21 giugno 2018 | 26 luglio 2018 | Sky Uno   | TV8       | Cielo     |

#### Prima edizione (2017)
Nel sesto episodio, per la prima volta, i vincitori non sono uno ma due. Il premio di €5000 è stato diviso tra i due ristoratori.
| Puntata | Location         | Tema                                                           | Prima visione  | Concorrenti                                                                   | Vincitore                  | Titolare       |
| ------- | ---------------- | -------------------------------------------------------------- | -------------- | ----------------------------------------------------------------------------- | -------------------------- | -------------- |
| 1       | Calabria         | Miglior ristorante di cucina piccante della Calabria           | 1º giugno 2017 | Le Ricchezze Del Mare, L'Aragonese, Agriturismo Petrara, Ristorante da Aquino | Le Ricchezze Del Mare      | Caterina       |
| 2       | Versilia         | Miglior ristorante di uno stabilimento balneare della Versilia | 8 giugno 2017  | Zara Mare, Caffè Godot, Bagno 90º minuto, Bistrot sul mare                    | Caffè Godot                | Margherita     |
| 3       | Sicilia          | Miglior ristorante a chilometro zero del Val di Noto           | 15 giugno 2017 | Osteria dei Sapori Perduti, Mercato di Ispica, Sale e Pepe, Konza             | Osteria dei Sapori Perduti | Federica       |
| 4       | Cascine Milanesi | Miglior cascina fuori porta                                    | 22 giugno 2017 | Agriturismo La Barcella, Cascina Caremma, Cascina Ovi, Cascina Sant'Ambrogio  | Cascina Sant'Ambrogio      | Piera          |
| 5       | Roma             | Miglior osteria a conduzione famigliare di Roma                | 29 giugno 2017 | Lo Scopettaro, Sora Lella, Trattoria da Danilo, Ba' Ghetto                    | Sora Lella                 | Mauro          |
| 6       | Lago Maggiore    | Miglior ristorante con vista sul Lago Maggiore                 | 6 luglio 2017  | Mirafiori e La Terrazza, Villa Pizzini, La Ripa, Nautica                      | Villa Pizzini & Nautica    | Ivan e Michele |
| 7       | Val d'Itria      | Miglior ristorante in un trullo                                | 13 luglio 2017 | Trullo d'Oro, Fè Ristorante, Evo, Trulli panoramici                           | Evo                        | Gianvito       |
| 8       | Barcellona       | Miglior ristorante italiano di tapas                           | 20 luglio 2017 | Bacaro, Due Spaghi, Blau, Laz Laz                                             | Bacaro                     | Maurizio       |

#### Seconda edizione (2018)
In chiaro la stagione è stata trasmessa su TV8 dal 26 ottobre al 23 novembre 2018.
| Puntata | Location            | Tema                                                            | Bonus           | Prima visione  | Prima visione TV8 | Concorrenti                                                                                              | Vincitore             | Titolare  |
| ------- | ------------------- | --------------------------------------------------------------- | --------------- | -------------- | ----------------- | --- | --------------------- | --------- |
| 1       | Umbria              | Miglior enoteca gastronomica dell'Umbria                        | Crostino        | 21 giugno 2018 | 26 ottobre 2018   | L'Alchimista, Osteria 12 Rondini, Nadir, Civico 25                                                       | L'Alchimista          | Barbara   |
| 2       | Lago di Como        | Miglior ristorante in una location storica del lago di Como     | Pesce di lago   | 28 giugno 2018 | 26 ottobre 2018   | Crotto del Sergente, Ristorante Imperialino, La Cucina della Marianna, Villa Belvedere                   | Crotto Del Sergente   | Massimo   |
| 3       | Penisola sorrentina | Miglior ristorante di mare e di terra della Penisola sorrentina | Pomodoro        | 5 luglio 2018  | 2 novembre 2018   | Trattoria Emilia, La Marinella, Osteria Torre Ferano, Il verricello sulla spiaggia di Alimuri            | La Marinella          | Mauro     |
| 4       | Padova              | Miglior ristorante con bar di Padova                            | Cicchetti       | 12 luglio 2018 | 9 novembre 2018   | La Gineria Gourmet, La Gourmetteria, Antonio Ferrari, Radici                                             | Radici                | Eleonora  |
| 5       | Sardegna            | Miglior ristorante da vacanza del sud della Sardegna            | Frittura        | 19 luglio 2018 | 16 novembre 2018  | Agriturismo La Biada, Ittiturismo Sabor’ e mari, La Paillote, Lido Tamatete                              | Agriturismo La Biada  | Francesca |
| 6       | Parco del Pollino   | Miglior ristorante di cucina contadina del Parco del Pollino    | Peperone crusco | 26 luglio 2018 | 23 novembre 2018  | Agriturismo Calivino, Agriturismo Il Crepuscolo, Bioagriturismo Tenuta Montenuovo, Ristorante Cazzanedda | Ristorante Cazzanedda | Annarita  |

### Alessandro Borghese 4 ristoranti - Speciale The Jackal
Giovedì 16 aprile 2020 esce su Sky Uno uno speciale della durata di 30 minuti di 4 ristoranti in collaborazione con il gruppo comico The Jackal, in cui i membri del gruppo Ciro Priello, Fabio Balsamo, Simone Ruzzo e Fru giudicano in maniera apertamente comica il locale "Il lusso della semplicità" di Alessandro Borghese a Milano.